# Chris Isaak
Christopher Joseph "Chris" Isaak, född 26 juni 1956 i Stockton, Kalifornien, är en amerikansk rocksångare, gitarrist och skådespelare. Isaak hade 1989 en stor hit med låten "Wicked Game".
Chris Isaak har även haft biroller i flera olika TV-serier och filmer, bland annat i När lammen tystnar (1991) och Twin Peaks: Fire Walk with Me (1992).

## Diskografi i urval
Studioalbum
- 1985 – Silvertone
- 1986 – Chris Isaak
- 1989 – Heart Shaped World
- 1993 – San Francisco Days
- 1995 – Forever Blue
- 1996 – Baja Sessions
- 1998 – Speak of the Devil
- 2002 – Always Got Tonight
- 2004 – Christmas
- 2009 – Mr. Lucky
- 2011 – Beyond the Sun
- 2015 – First Comes the Night

Livealbum
- 2008 – Live in Australia
- 2010 – Live at the Fillmore

Singlar (topp 50 på Billboard Alternative Songs)
- 1989 – "Don't Make Me Dream About You" (#18)
- 1990 – "Wicked Game" (#2)
- 1993 – "Can't Do a Thing (to Stop Me)" (#7)
- 1995 – "Somebody's Crying" (#34)
- 1995 – "Go Walking Down There" (#32)

## Filmografi i urval
- 1988 – Gift med maffian
- 1991 – När lammen tystnar
- 1992 – Twin Peaks: Fire Walk with Me
- 1993 – Lille Buddha
- 1996 – That Thing You Do
- 1996 – Vänner (avsnitt "The One After the Superbowl: Part 1", gästroll i TV-serie)
- 2004 – A Dirty Shame
- 2014 – Där trädgården slutar (TV-serie) (ett avsnitt)